# معیرالممالک
معیرالممالک، در دوران صفویان و تا پایان دوران قاجاریان عنوان متصدی و مسئول ضرابخانه بوده‌است. ضرب سکه و تعیین عیار آن به اختیار و اجازهٔ او بود، و کارکنان ضرابخانه، از ضرابان و حکاکان و صرافان و سفیدگران، همه تحت نظر او بودند و عزل و نصب آن‌ها در اختیار او بود. معیرالممالک نزد شاه قربت و نفوذی تمام داشت، و مقرب‌الخاقان محسوب می‌شد، یعنی می‌توانست در مجالس خاص و عام نزد شاه برود و مطالب را بی‌واسطه به عرض برساند. معیرالممالک در سراسر مملکت نمایندگانی داشت که به کار مسکوکات رسیدگی می‌کردند.
از دوران صفوی تا اواخر قاجار این منصب به اعضای خانواده‌ای از روستای ابرسج شهر بسطام سپرده می‌شد.
کسان با لقب معیرالممالک:
- دوستعلی‌خان معیرالممالک
- حسینعلی‌خان معیرالممالک
- دوستعلی‌خان معیرالممالک نظام‌الدوله
- دوست‌محمد معیرالممالک
- دوستعلی معیری